# Erik Tysse
Erik Tysse (Bergen, Hordaland, 4 de diciembre de 1980) es un atleta noruego especializado en marcha atlética.
En el año 2008 acudió a los Juegos Olímpicos de Pekín de 2008 donde participó en las dos distancias olímpicas de la marcha atlética, 20 y 50 kilómetros. En los 20 km ocupó el puesto 21 y en 50 km quedó 5.º. En el año 2012 participó de nuevo en unos Juegos Olímpicos, esta vez en los de Londres 2012, quedando en el puesto 14.
Es hermano de la también marchadora Kjersti Tysse-Plätzer, medalla de plata en 20 km marcha en los Juegos Olímpicos de Sídney 2000 y Pekín 2008.